# Walckenaerianus
Walckenaerianus är ett släkte av spindlar. Walckenaerianus ingår i familjen täckvävarspindlar.
Kladogram enligt Catalogue of Life:
| Walckenaerianus | \| \| Walckenaerianus aimakensis \| \| \| \| \| \| Walckenaerianus esyunini \| \| \| \| |
|                 | \| \| Walckenaerianus aimakensis \| \| \| \| \| \| Walckenaerianus esyunini \| \| \| \| |
|                 | Walckenaerianus aimakensis                                                              |
|                 |                                                                                         |
|                 | Walckenaerianus esyunini                                                                |
|                 |                                                                                         |